# Burg Diósgyőr

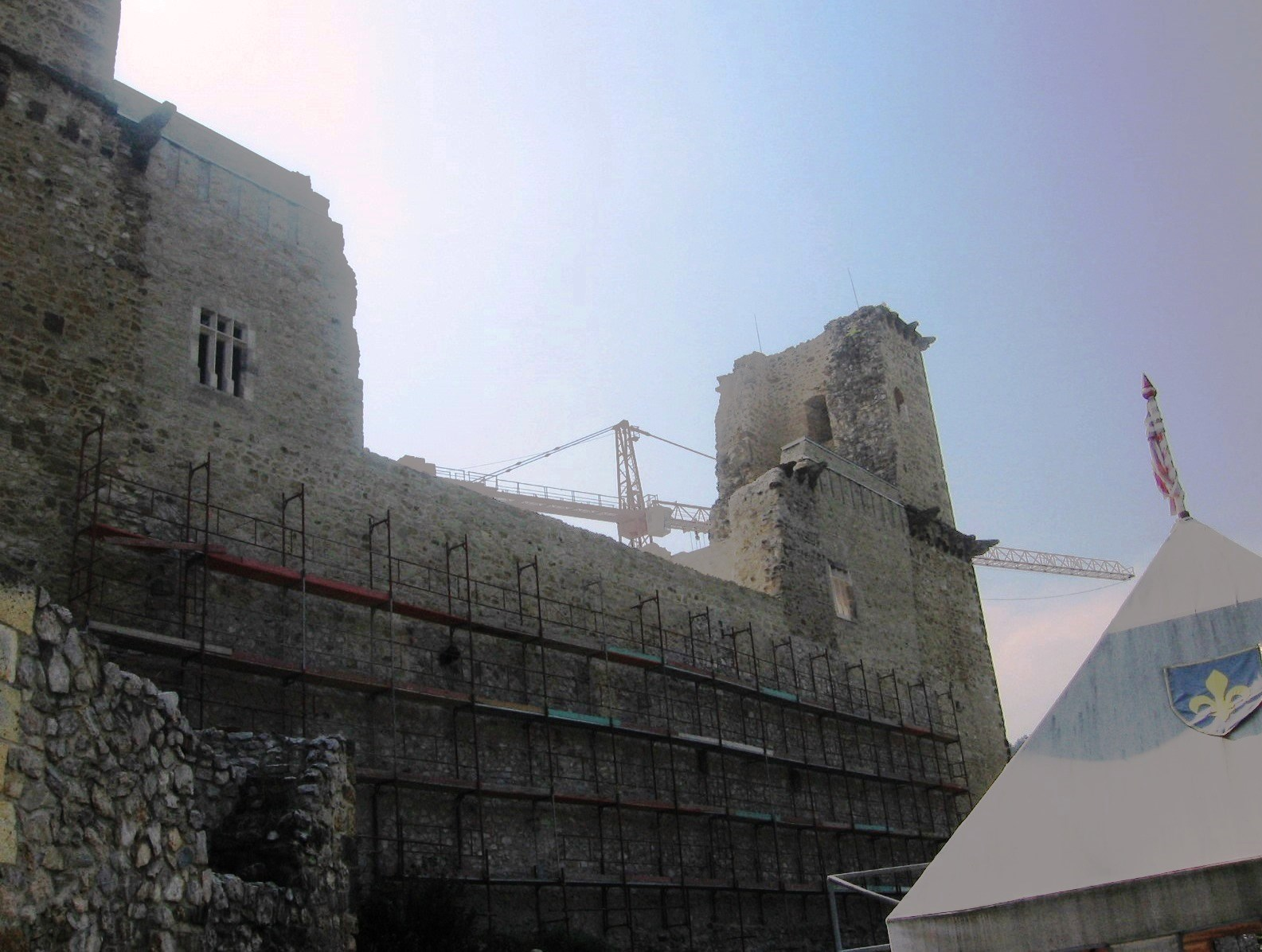
Restaurierung (2014)

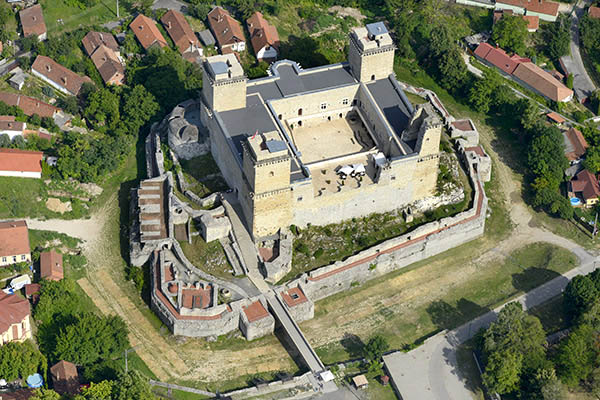
Nach der Restaurierung (2016)

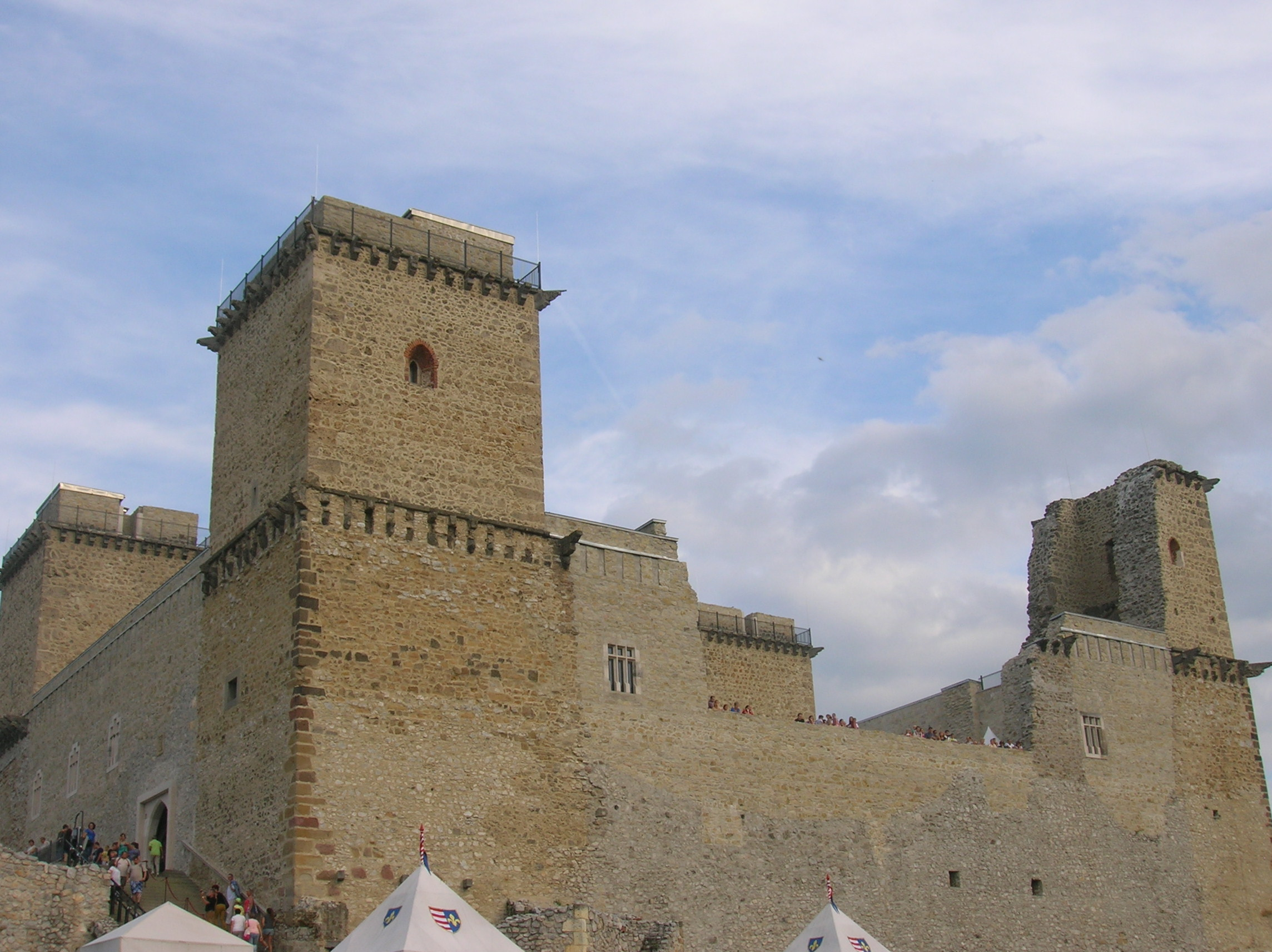
Die Burg heute

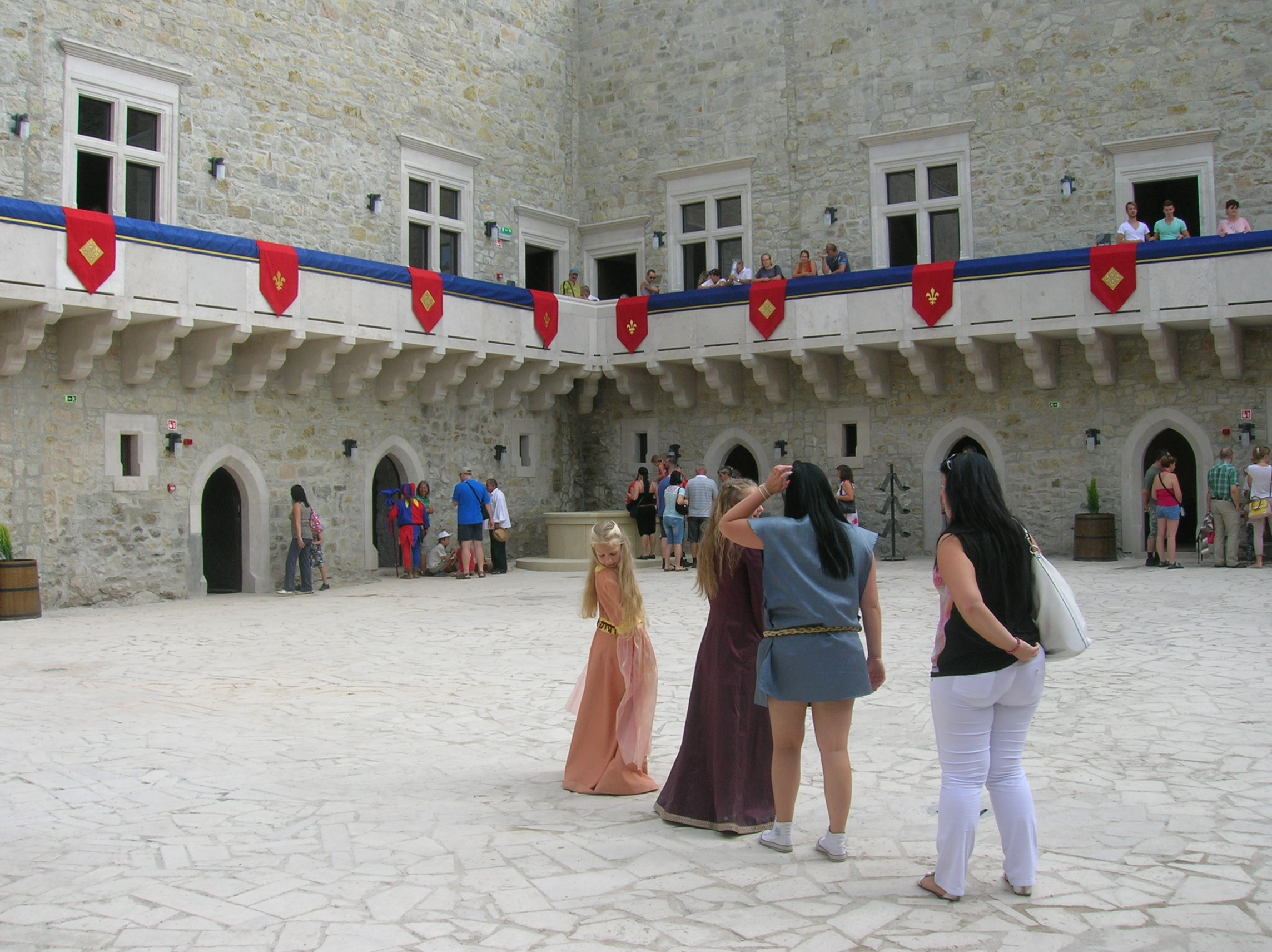
Innenhof

Die Burg Diósgyőr [ˈdi.oːʒɟøːr] liegt in der ehemals selbstständigen Stadt Diósgyőr im Nordosten von Ungarn, die heute ein Stadtteil von Miskolc ist. Die Befestigung mit ihren vier mächtigen Ecktürmen ist auf der ungarischen 200-Forint-Banknote sowie auf Briefmarken abgebildet.

## Geschichte
In der Umgegend der heutigen Kastellburg bestand vermutlich seit dem 12. Jahrhundert eine Erdhügelburg, die in den Auseinandersetzungen von 1241 bis 1242 mit Batu Khan zerstört wurde. Die heutige Burg wurde 1271 erstmals urkundlich erwähnt und geht wohl auf Béla IV. zurück, der die Errichtung von Burgen auf vielen Bergerhebungen vorantrieb, nachdem die Mongolen nach dem Tod ihres Großkhans Ugedai wieder das Land verlassen hatten. Die ersten über die Anlage vorliegenden Dokumente sprechen von einer ovalen Anlage mit einem von einer viereckigen Mauer umgebenen Bergfried. Im Jahr 1316 wird diese als die neue Burg bezeichnet, was die Annahme stützt, das sie anstelle einer zerstörten Anlage errichtet wurde. Nach den vorliegenden Stadtsteuerlisten aus dem Jahr 1330 zu urteilen, gehörte die um die Burganlage herum angelegte Stadt zu den reichsten im Lande.
Die Burg hatte ihre beste Zeit während der Regentschaft Ludwigs I. Die geringe Entfernung der Burg zu der Straße nach Polen verlieh ihr einige Bedeutung. Die Mutter Ludwigs, Elisabeth von Polen, war eine polnische Prinzessin, und Ludwig selbst wurde 1370 in Polen König. Ludwig ließ die Burg umbauen und modernisieren. Die innere Burganlage wurde um einen viereckigen Burghof herum errichtet und mit verschiedenen Mauern mit einem Turm in jeder Ecke umgeben. Zu ebener Erde lagen die Lagerräume und darüber der 25 m lange und 13 m breite Rittersaal und andere Räume. Die Modernisierung wurde unter Maria von Ungarn vollendet, der Tochter Ludwigs. Die Burg war von einem 4 m tiefen Burggraben umgeben.
Im Jahr 1364 wurde die naheliegende Stadt Miskolc dem Gebiet von Diósgyőr zugeschlagen. Der Frieden von Turin wurde im Jahr 1381 in der Burg Diósgyőr abgeschlossen. In diesem Friedensvertrag wurde die Stadt Venedig gezwungen, die Flagge der Dynastie von Anjou jeden Sonntag auf dem Markusplatz zu hissen. Im nordöstlichen Turm der Burg befindet sich eine Wachsfiguren-Darstellung Ludwigs I. und des venezianischen Gesandten.
Mit dem Ende der Herrschaft Ludwigs als König in Personalunion über Ungarn und Polen verlor Diósgyőr seine Bedeutung teilweise, er teilte die Länder unter seinen Töchtern Maria und Hedwig auf. Die nächsten Jahrhunderte blieb die Burg die Sommerresidenz der Königinnen. Die letzte war Maria, die Ehefrau Ludwigs II. Sie gab die Burg offiziell im Jahre 1546 auf, zu dieser Zeit war die Burg schon von dem herrschenden Fürsten von Siebenbürgen besetzt.
Als die Armee des Osmanischen Reiches begann, die südlichen Teile Ungarns zu besetzen, wurde die Burg weiter befestigt. Ihre Eigentümer, die Familie Gyarmati Balassa, verwandelten die Burg in eine große Festung, es wurde ein Rondell nach italienischer Art am nordwestlichen Turm angelegt. Die zierlichen Türmchen wurden durch starke Bollwerke ersetzt, es war der letzte Umbau der Anlage. Nach dem Jahr 1564 wechselten die Eigentümer der Burg mehrmals, und sie verfiel allmählich.
Im Jahr 1596 eroberte die osmanische Armee die Burg Eger und schlug die christliche Armee bei Mezőkeresztes, 35 km südlich von Miskolc. Die Burg Diósgyőr fiel ebenfalls und wurde zu einer Sommerresidenz umgebaut. Sie war später nicht mehr für einen Ausbau zu einer starken Befestigung gegen Belagerungen fremder Heere vorgesehen. Seit dieser Zeit befand sich die Burg und das umliegende Gebiet bis zur Befreiung dieser Landesteils im Jahr 1687 unter osmanischer Herrschaft durch den Pascha von Eger. Spätestens nach der Befreiung verlor die Burg jegliche militärische Bedeutung. Im Zuge der türkischen Besetzung wurde die Anlage schwer beschädigt, und die Burg liegt heute teilweise in Ruinen.

## Museum und Burgfestspiele

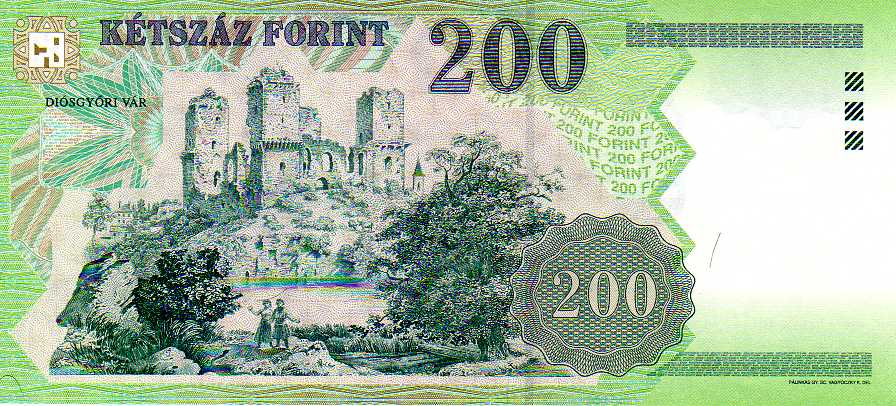
Die Burg auf der ungarischen 200-Forint-Banknote

Im Jahr 1953 begannen Restaurierungsarbeiten an der Burg. Ursprünglich wurden nur die einsturzgefährdeten Teile instand gesetzt, seit 1960 finden auch archäologische Ausgrabungen statt. Im nordöstlichen Turm, in dem sich wohl auch die Räume des Königs befanden, wurde eine Ausstellung der Geschichte der Burg und des Pauliner-Klosters eingerichtet, außerdem sind Waffen und Wachsfiguren ausgestellt, die die Unterzeichnung des Turiner Friedensabkommens darstellen.
Der Nordwestturm dient auch als Aussichtsplattform, die einen Ausblick auf Diósgyőr und die umliegenden Berge bietet. Im Erdgeschoss befindet sich eine kleine Münze, in der Touristen eigenhändig Gedenkmünzen prägen können. Der südöstliche Turm mit den Räumen der Königin kann nicht besichtigt werden, er wird hauptsächlich als Umkleideraum für die Schauspieler der Burgfestspiele genutzt. Der südwestliche Turm ist eine Ruine.
Eine Touristenattraktion ist auch eine größere Wachsfigurenausstellung in den äußeren Teilen der Burganlage, die sechs Szenen des täglichen mittelalterlichen Lebens in Diósgyőr darstellt und eine der größeren Wachsfigurenausstellungen in Mitteleuropa ist.
Die Burgfest finden jedes Jahr im Mai und August statt. Es wird das Mittelalter, die Regentschaft von König Ludwig und Ereignisse der ungarischen Geschichte dargestellt. Es finden Turniere, Freiluftveranstaltungen sowie in der Nähe der Burg auch ein mittelalterlicher Jahrmarkt statt.
Die Burg ist im Gegensatz zu den Burgen von Eger und Kőszeg von Betonbauten anstatt einer schönen Altstadt umgeben, sie ist aber trotzdem ein beliebtes Ziel für Touristen. Dazu tragen die Burgfestspiele, das Museum, die Wachsfigurenausstellungen sowie das Déryné-ház bei, ein kleines Museum, das der im 19. Jahrhundert beliebten Schauspielerin Róza Széppataki Déry gewidmet ist und sich in ihrem ehemaligen Wohnhaus befindet.

## Darstellung in der Kunst

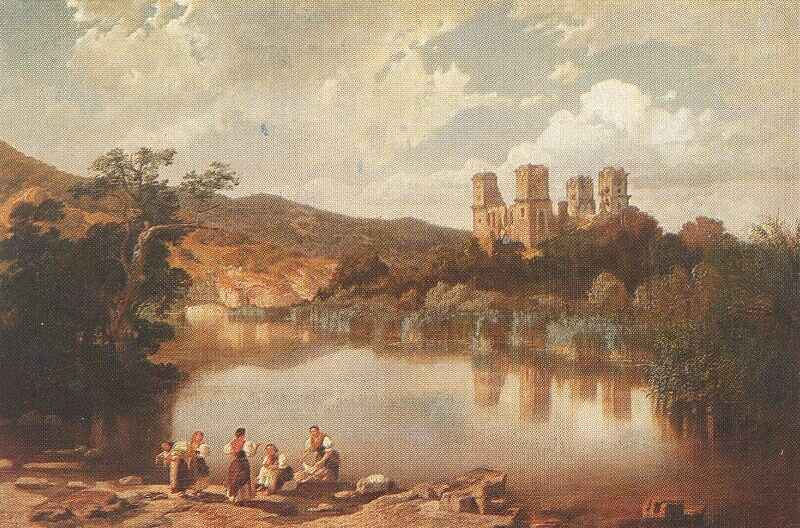
Ruine der Burg Diósgyőr (Károly Telepy, 1860)

In der Romantik war die Anlage eines der beliebtesten Themen der ungarischen Landschaftsmalerei.

## Sonstiges
In dem Museum im Nordostturm können die Besucher auch das Bild im Original betrachten, das als Vorlage für die Rückseite der 200-Forint-Banknote diente.
Auf einer Burgmauer wurde eine Gedenkplakette angebracht, die an den Besuch des bekannten Dichters Sándor Petőfi in Diósgyőr am 8. Juli 1847 erinnert, er schrieb hier sein Gedicht Alkony („Sonnenuntergang“).

## Bilder

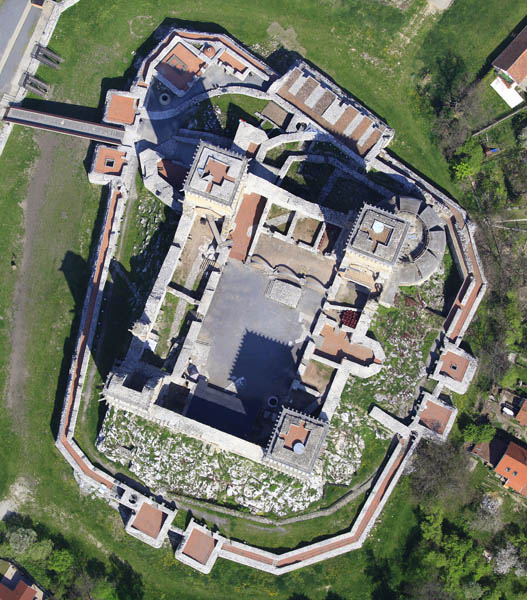
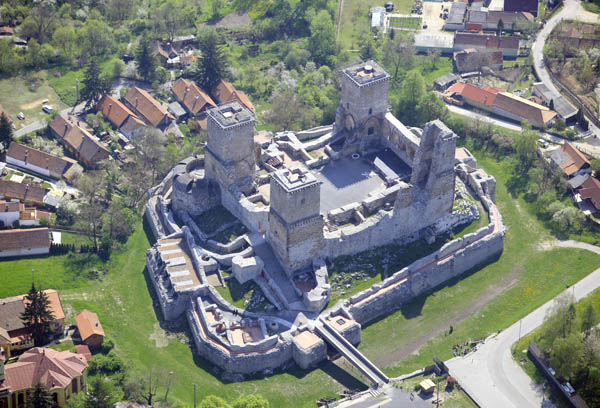
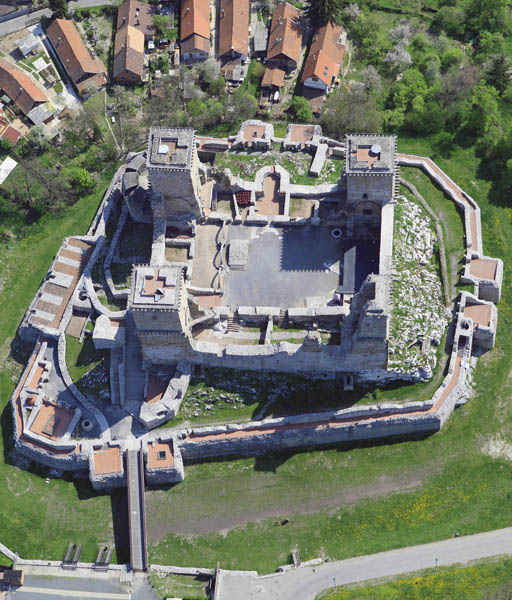
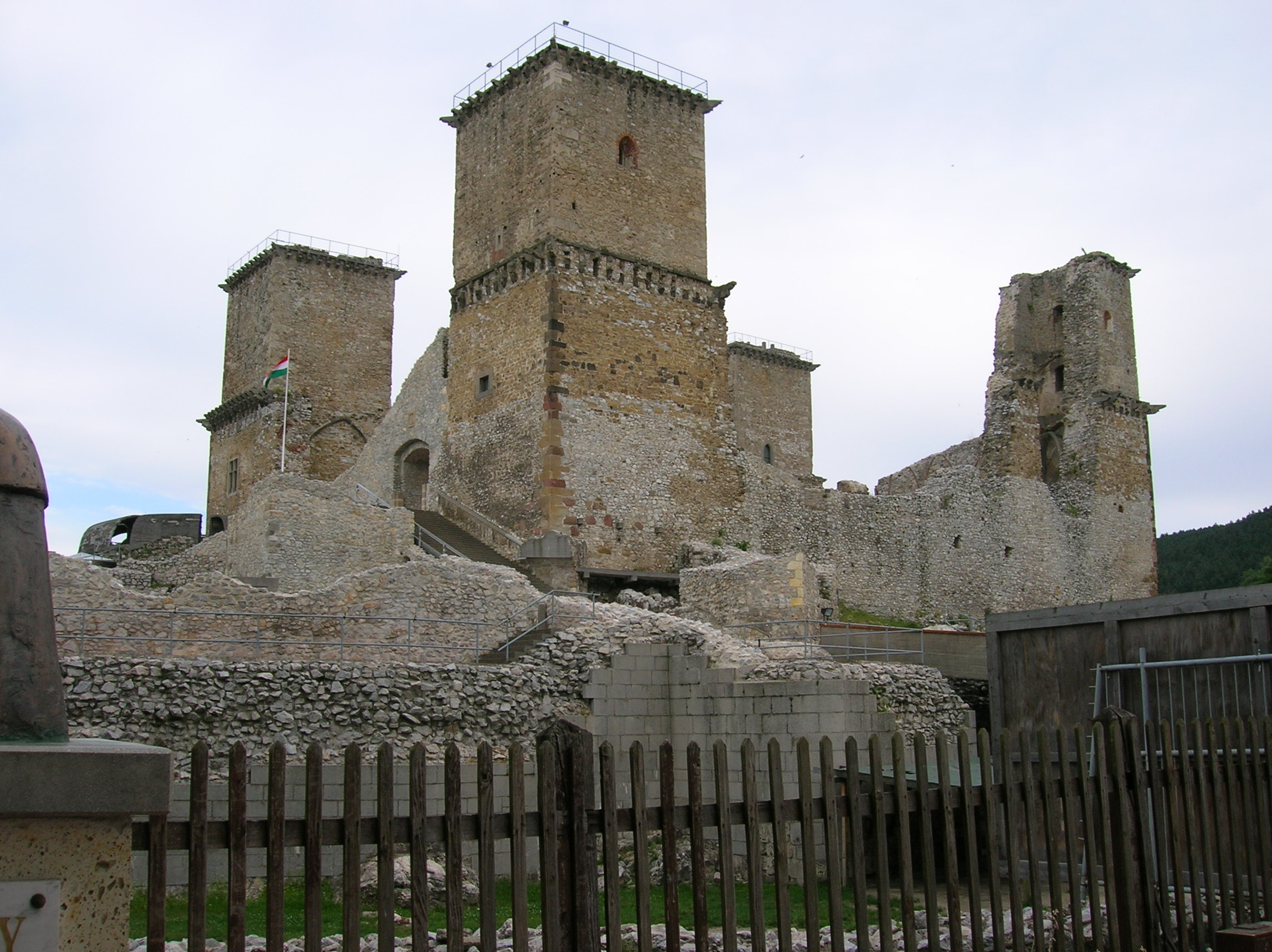
Ruine der Burg Diósgyőr (2005)